# پینسکه
پینسکه (به اسپانیایی: Pinseque) یک دهستان در اسپانیا است که در استان ساراگوسا واقع شده‌است. پینسکه ۱۶٫۱۲ کیلومتر مربع مساحت و ۳٬۶۲۵ نفر جمعیت دارد و ۲۳۰ متر بالاتر از سطح دریا واقع شده‌است.